# Алфа (специални части)
Вижте пояснителната страница за други значения на Алфа.
Група „А“ от КГБ на СССР (впоследствие Управление „А“ от Федералната служба за сигурност, повече известна под названието „Алфа“) са специалните части за борба с тероризма на Руската Федерация.

## История
Създадена е на 29 юли 1974 година, когато началник на Седмо управление на КГБ е Михаил Милютин. Заповедта за създаването е издадена от председателя на КГБ Юрий Андропов, който започва създаването на подразделение, което да се противопостави на тероризма. Малко по-късно, журналистите дават на отдела ярко и лесно запомнящо се име – „Алфа“. Дотогава просто е наричан – група „А“.
На 9 юли 1974 г. е издаден указ с гриф „Съвършено Секретно“ с решение за създаване на Управление „А“ към Седмо Управление на КГБ (Комитета за държавна сигурност на СССР), когато началник е Михаил Милютин. Заповедта за създаването е издадена от председателя на КГБ Юрий Андропов, който започва създаването на подразделение, което да се противопостави на тероризма. Малко по-късно, журналистите дават на отдела ярко и лесно запомнящо се име – „Алфа“. Дотогава просто е наричан – група „А“. Първоначално в новото подразделение влизат само офицери от КГБ, общо 30 души. За първи комнадир е назначен Виталий Бубенин – Герой на Съветския съюз. Главната задача на носформираната група е „локализация и предсичане на теростични актове и други особено престъпни посегателства“.
През годините Управление „А“ се намира под шапката на различни ведомства:
1974 – 1991 г. – Управление КГБ при Съвета на Министрите на СССР;
Август-Ноември 1991 г. Управление „Охрана“ при президента на СССР;
Ноември 1991 – 1995 г. – Главно управление охрана на РФ;
1995 – 1997 г. – Антитерористичен център при ФСБ РФ;
1997 – 1998 г. – Департамент за защита на конституционния строй и борба с тероризма при ФСБ РФ
1998-до наши дни – Център за специално назначение ФСБ РФ
В Управление „А“, в Москва служат около 250 души. В тази цифра не са включени намиращите се на щат в трите регионални подразделения – в Краснодар (европейската част на Русия), Екатеринбург (Сибир) и Хабаровск (Далечния изток).
Операции на група „Алфа“
1978 г. Охрана на корабите „Грузия“ и „Леонид Собинов“ по време на провеждащия се Световен фестивал на младежта в Куба.
27 декември 1979 г.
Превземането на двореца на Хафизула Амин. Операция „Щурм 333“.
Група „Гром“ – подразделение „А“, Служба ОДП, 7-о Управление на КГБ СССР се състои от два взвода, от по две отделения, общо 30 души, командвани от майор М. Романов и действа съвместно със спецподразделение „Зенит“, подпомагани от сили на 154-ти отделен отряд на 15-а бригада със специално назначение ТуркВО (ГРУ ГШ) и 345-и десантен батальон. Самата операция трае около два часа и половина. В хода и, от „Гром“ загиват капитан Генадий Зудин и капитан Дмитрий Волков. И двамата наградени с орден Червено знаме – посмъртно.
Юли 1980 г.
Охрана на Олимпийските игри в Москва и персонална охрана на Ясер Арафат по време на същите.
Декември 1981 г.
Освобождаване на заложници в гр. Сорапул.
Ноември 1983 г.
Освобождаване на заложници от отвлечен самолет по линията Тбилиси-Ленинград /сега Петербург/.
1986 г.
Проведена в гр. Уфа антитерористична операция по обезвреждането на военнослужещи, завзели самолет.
Януари 1991 г.
По време на събитията в гр. Вилнюс е убит сътрудника на Управление „А“ Виктор Шатски
Август 1991 г.
Събитията в Москва. Управление „А“ не изпълнява заповедта да щурмува Белия дом.
1993 г.
Освобождаване на заложници в гр. Ростов на Дон
Октомври 1993 г.
За втори път Управление „А“ не изпълнява заповед за щурм на Белия дом. По собствена инициатва, съвместно с Група „В“, организират извеждането на обсадилите се в Белия дом в Москва депутати.
Януари 1995 г.
Участие в щурма на Грозни, Участие в Първата Чеченска Война.
Юни 1995 г.
Операцията в гр. Будьоновск.
Загиват Дмитрий Ребянкин, Дмитрий Бърдяев, Владимир Соколов.
Октомври 1995 г.
Обезвреждане на терорист, взел за заложници група от 25 южнокорейски туристи в Москва.
Януари 1996 г.
Операцията в с. Первомайское
1999 г.
Участие във Втората Чеченска Война
Октомври 2002 г.
Участие в освобождаването на заложниците на ул. „Дубровка“, Москва.
Септември 2004 г.
Участие в освобождаването на заложниците в Училище № 1 в гр. Беслан, Северна Осетия. Загиват трима сътрудници на Управление „А“. На един от тях, Александър Перов е присвоено званието Герой на Русия – посмъртно.